# تياغو ألمادا
تياغو ألمادا (بالإسبانية: Thiago Almada) هو لاعب كرة قدم أرجنتيني، ولد في 26 أبريل 2001 في بوينس آيرس في الأرجنتين. لعب مع فيليز سارسفيلد و نادي أتلانتا يونايتد الأمريكي ،ويلعب حاليًا مع بوتافوجو البرازيلي.
النادي الحالي اتلتيكو مدريد الإسباني 

## وصلات خارجية
- تياغو ألمادا على موقع الدوري الأمريكي (الإنجليزية)
- تياغو ألمادا على موقع إي إس بي إن إف سي (الإنجليزية)
- تياغو ألمادا على موقع قاعدة بيانات كرة القدم.إي يو (الإنجليزية)
- تياغو ألمادا على موقع ليكيب (الفرنسية)
- تياغو ألمادا على موقع ناشيونال فوتبول تيمز (الإنجليزية)
- تياغو ألمادا على موقع Soccerbase.com (لاعب) (الإنجليزية)
- تياغو ألمادا على موقع Soccerway.com (الإنجليزية)
- تياغو ألمادا على موقع عالم كرة القدم.نت (الإنجليزية)
- تياغو ألمادا على موقع اللجنة الأولمبية الدولية (الإنجليزية)
- تياغو ألمادا على موقع أوليمبيديا (الإنجليزية)